# Parc Sütiste
Le parc Sütiste (estonien : Sütiste parkmets) est un parc de Mustamäe à Tallinn en Estonie .

## Paysage
Le parc appartient à la zone protégée de Nõmme-Mustamäe.
Sa superficie est de 39,2 hectares, dont 27,0 hectares de forêts.
Le paysage du parc forestier est façonné par le versant de Mustamäe (et) et la plaine qui lui fait face avec ses colines et ses dunes de sable. Le site est situé au-dessus d’une vallée enfouie dans le substrat rocheux. 
L'altitude du sol dans la plaine est de 28 à 38 mètres. 
La hauteur de l'escarpement depuis le pied de Mustamäe est de 15 à 20 mètres, la pente est de 10 à 40 degrés.
Dans la partie orientale de la forêt du parc Sütiste se trouve la dernière partie préservée des dunes de sable de Tondi, autrefois étendues. 
Lamekas, une pente au nord du cimetière de Rahumäe située en bordure de Liiviku tänav, est une zone Natura 2000.

## Végétation
Dans la partie centrale de la forêt du parc Sütiste, on trouve principalement des landes.
Au fond des anciennes dépressions entre les dunes se trouvent des marécages.
Les bois sont constitués majoritairement de pins (25,6 ha, 94,8 %). 
Outre les peuplements de pins, l'aulne blanc (0,9 ha, 3,3 %) et l'aulne noir (0,5 ha, 1,9 %) sont présents dans une moindre mesure dans la partie occidentale la plus humide de la forêt.

## Galerie

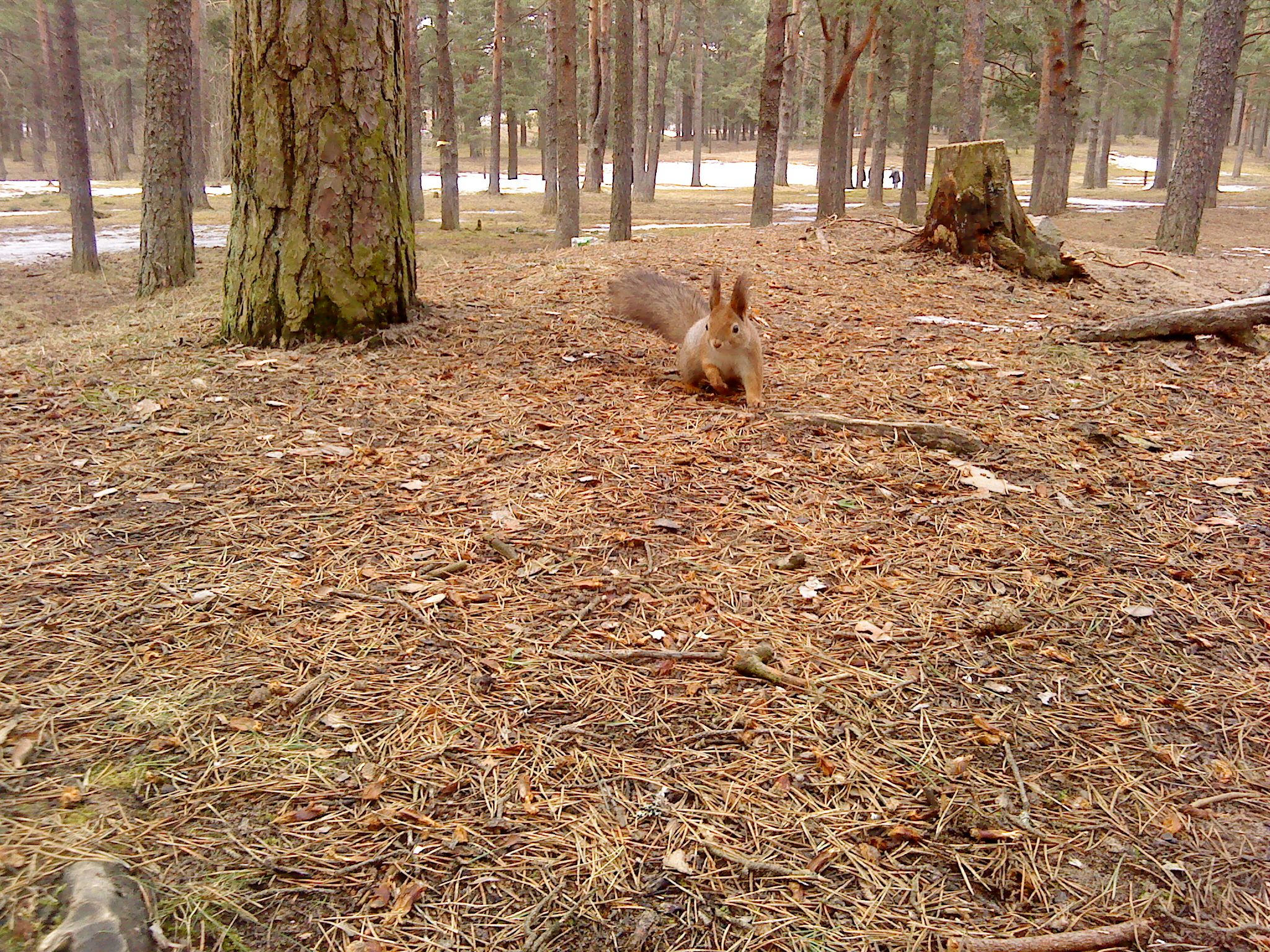
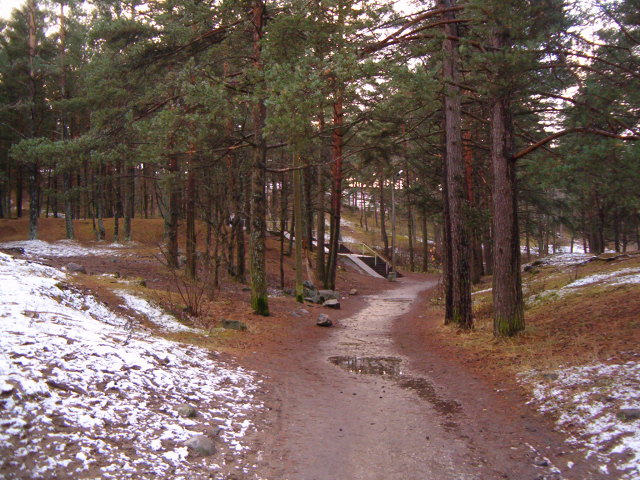
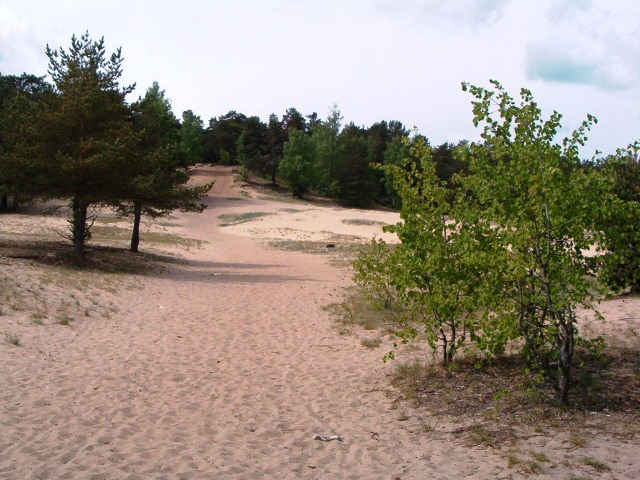
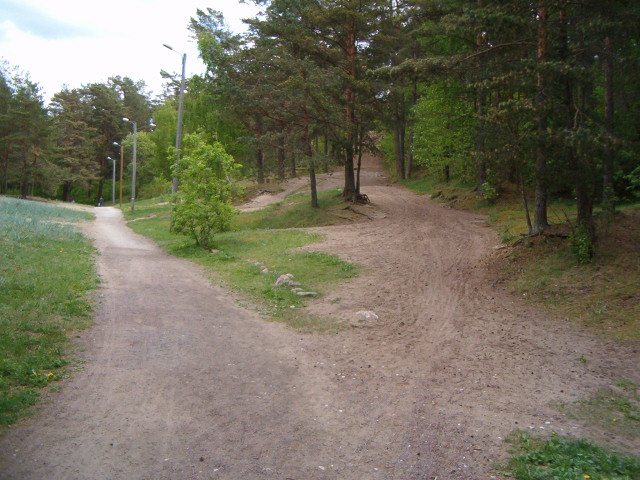